# Win Win
Win Win, titulada Win Win (Ganamos todos) en España y Ganar ganar en Argentina, es una película estadounidense de 2011 escrita y dirigida por Thomas McCarthy. La cinta fue protagonizada por Paul Giamatti, Alex Shaffer y Amy Ryan.

## Trama
La película es protagonizada por Mike Flaherty (Paul Giamatti), un abogado de Nueva Jersey que vive junto a su esposa Jackie (Amy Ryan) y sus dos hijas. Mike es el entrenador de un equipo escolar de lucha libre junto a su amigo Vigman (Jeffrey Tambor), pero sin mucho éxito. Uno de sus amigos es Terry Delfino (Bobby Cannavale), quien está en proceso de divorcio.
Debido a problemas financieros, Mike decide asumir la tutela de uno de sus clientes, Leo Poplar (Burt Young), con tal de recibir dinero a cambio. Aunque promete en el juicio que dejará a Leo viviendo en su casa, Mike lo lleva a un asilo de ancianos. Tras esto, descubre que Leo tiene un nieto, Kyle (Alex Shaffer), quien decidió huir de casa en Ohio debido al maltrato que recibía del novio de su madre. Dado que Leo no se puede hacer cargo de Kyle, Jackie decide alojarlo en su casa mientras tanto. Mike intenta contactarse con la madre del joven, pero descubre que está en una clínica de rehabilitación de drogas. Kyle le pide a Mike si puede entrenar con los demás miembros del equipo de lucha libre, y demuestra que tiene talento para el deporte. Al descubrir que el joven quedó en el segundo lugar de un campeonato estatal en Ohio, Mike decide unirlo a su equipo.
Kyle comienza a participar en torneos de lucha libre con el equipo y se vuelve más cercano a la familia de Mike. Sin embargo, un día mientras visita a su abuelo, Kyle descubre que su madre Cindy (Melanie Lynksey) salió de la clínica de rehabilitación y quiere verlo. Kyle, en cambio, trata de evitar cualquier contacto con ella. Mike habla con Cindy y le explica que su hijo se ha adaptado a la nueva escuela y al equipo de lucha libre, por lo que le pide que se quede algunas semanas hasta que termine el torneo estatal. Cindy acepta, pero al día siguiente va a la oficina de Mike con una abogada para hacerse cargo del cuidado de Leo, con quien planea mudarse a Columbus. Para evitar esto, Mike miente y le dice a la abogada de Cindy que Leo desheredó a su hija, lo que enfurece a Cindy.
Cindy vuelve a hablar con Mike al día siguiente y le pide que le de la tutela de su padre, pero Mike se niega. Tras esto, Cindy le reprocha que la razón por la cual es el tutor de Leo es el dinero que recibe a cambio, y Mike le responde que le dará el dinero con la condición que Kyle viva con su familia hasta que termine la escuela secundaria. Cindy no acepta esto y lo amenaza con llevar el caso a tribunales. Esa misma noche, Cindy se reúne con su hijo y le dice que Mike es tutor de su abuelo solo por el dinero, y que él no vive en el asilo de ancianos por decisión propia. Kyle saca a su abuelo del asilo y lo lleva a casa, donde discute con Mike y le dice que sabe la verdad. Al ver que su esposo mintió para obtener dinero, Jackie también se enoja con él.
A la mañana siguiente, Mike se disculpa con Kyle y le dice que intentará a través de un juicio que Leo permanezca en su casa y que Cindy no sea su tutora. Al llegar al tribunal, Cindy le dice a Mike que acepta su oferta, y permite que Kyle viva con su familia a cambio del dinero que recibe por ser el tutor de Leo. La película termina con Kyle viviendo en la casa de Mike, mientras éste sigue siendo el tutor de Leo y tiene un segundo empleo trabajando en un bar.

## Reparto
- Paul Giamatti ... Mike Flaherty
- Alex Shaffer ... Kyle Timmons
- Amy Ryan ... Jackie Flaherty
- Bobby Cannavale ... Terry Delfino
- Jeffrey Tambor ... Stephen Vigman
- Burt Young ... Leo Poplar
- Melanie Lynskey ... Cindy
- Margo Martindale ... Eleanor
- David W. Thompson	... Stemler
- Sharon Wilkins ... Juez Lee

## Estreno
La película fue estrenada el 18 de marzo de 2011 en Estados Unidos, recaudando 150.000 dólares en su primer fin de semana. Hacia enero de 2012, la cinta ha recaudado un total de $10.831.173 a lo largo del mundo.

### Recepción
Win Win obtuvo una respuesta positiva por parte de la crítica cinematográfica. La película posee un 94% de comentarios "frescos" en el sitio web Rotten Tomatoes, basado en un total de 161 críticas, y una puntuación de 75/100 en Metacritic. Peter Travers de la revista Rolling Stone escribió: "El director Tom McCarthy es una especie de mago. En sus manos, historias sencillas (The Station Agent, The Visitor) adoptan la textura arenosa y el peso emocional de la vida como es vivida, no delineada por Hollywood [...] Esta película convence a la cabeza y al corazón, sin hacer trampa. Es casi perfecta".

## Formato casero
El DVD y Blu-ray de la película fueron lanzados el 23 de agosto de 2011 en Estados Unidos. Ambas versiones incluyen escenas eliminadas, el video musical de la canción "Think You Can Wait" del grupo The National, y un comentario de Thomas McCarthy y Joe Tiboni, entre otros extras.

## Premios
| Año  | Premio                                             | Categoría                  | Receptor(es)                 | Resultado |
| ---- | -------------------------------------------------- | -------------------------- | ---------------------------- | --------- |
| 2012 | Premios WGA                                        | Mejor guion original       | Thomas McCarthy y Joe Tiboni | Nominados |
| 2012 | Broadcast Film Critics Association Awards          | Mejor guion original       | Thomas McCarthy y Joe Tiboni | Nominados |
| 2012 | Premios Independent Spirit                         | Mejor guion                | Thomas McCarthy              | Nominado  |
| 2012 | Online Film Critics Society Awards                 | Mejor guion original       | Thomas McCarthy              | Nominado  |
| 2011 | San Diego Film Critics Society Awards              | Mejor guion original       | Thomas McCarthy              | Nominado  |
| 2011 | Washington DC Area Film Critics Association Awards | Mejor película             |                              | Nominado  |
| 2011 | Washington DC Area Film Critics Association Awards | Mejor guion original       | Thomas McCarthy              | Nominado  |
| 2011 | National Board of Review Awards                    | Top Independent Films      |                              | Ganador   |
| 2011 | Premios ESPY                                       | Mejor película de deportes |                              | Nominado  |